# Peñón de Vélez de la Gomera
Peñón de Vélez de la Gomera je španělská exkláva na pobřeží Maroka ve středozemním moři. Je součástí Španělských severoafrických držav a je spravován z Melilly. Leží asi 117 km jihovýchodně od Ceuty. V současnosti zde má základnu 60členná vojenská hlídka španělské armády, civilní obyvatelstvo zde nežije.

## Historie
Původně se jednalo o ostrov s plochou 0,019 km². Na něm byla ve středověku vybudována ostrovní skalní pevnost. Ostrov byl Španěly poprvé dobyt v roce 1508, když jej tehdy sebrali pirátům. V roce 1522 jej dobyli Berberové, kteří jej v roce 1554 předali osmanské říši. Pod permanentní kontrolou Španělska je Peñón od 6. září 1564, kdy jej dobyl sicilský místokrál García de Toledo. Od té doby odolal pěti velkým obléháním, která se uskutečnila v letech 1680, 1701, 1755, 1781 a 1790. Roku 1934 silná bouře vytvořila mezi ostrovem a marockou pevninou písečný násyp, čímž jej změnila v poloostrov, kterým je dosud.